# (6035) Citlaltépetl
(6035) Citlaltépetl es un asteroide perteneciente al cinturón de asteroides, región del sistema solar que se encuentra entre las órbitas de Marte y Júpiter, descubierto el 27 de julio de 1987 por Eric Walter Elst desde el Observatorio de la Alta Provenza, Saint-Michel-l'Observatoire, Francia.

## Designación y nombre
Designado provisionalmente como 1987 OR. Fue nombrado Citlaltépetl en homenaje al volcán Citlaltépetl, en estado inactivo, siendo la montaña más alta (5636 m) de México, ubicado cerca de la ciudad de Orizaba. El volcán pertenece al Cinturón Volcánico Transmexicano y entró en erupción por última vez en 1846. También es el segundo pico volcánico más prominente del mundo.

## Características orbitales
Citlaltépetl está situado a una distancia media del Sol de 2,313 ua, pudiendo alejarse hasta 2,818 ua y acercarse hasta 1,809 ua. Su excentricidad es 0,218 y la inclinación orbital 23,98 grados. Emplea 1285,70 días en completar una órbita alrededor del Sol.

## Características físicas
La magnitud absoluta de Citlaltépetl es 13,9. Tiene 4,211 km de diámetro y su albedo se estima en 0,362. 